# ناهوشا
ناهوشا أو نَحوش (بالإنجليزية: Nahusha)‏، و(بالسنسكريتية: नहुष)‏، هو ملك شاندرافامشا (السلالة القمرية) في الأساطير الهندوسية. يوصف بأنه ابن أيوس، الابن الأكبر لبورورافاس، وبرابها، ابنة سفاربهانو. ذكر في المهابهاراتا بأنَّه معلم إندرا.